# سرطانية
سرطانية (الاسم العلمي: Cancridae)، فصيلة من السلطعونات. وهي تتألف من ستة أجناس موجودة (حية)، وعشرة أجناس أحفورية (متحجرة)، في فُصيلتين:

## الأجناس الموجودة
Cancrinae سرطاناوات Latreille, 1802
- Anatolikos Schweitzer & Feldmann, 2000
- Cancer Linnaeus, 1758
- Glebocarcinus Nations, 1975
- Metacarcinus A. Milne-Edwards, 1862
- Platepistoma Rathbun, 1906
- Romaleon Gistel, 1848

### مستحاثات "أحفورية"
Cancrinae سرطاناوات Latreille, 1802
- †Anisospinos Schweitzer & Feldmann, 2000
- †Ceronnectes De Angeli & Beschin, 1998
- †Cyclocancer Beurlen, 1958
- †Microdium Reuss, 1867
- †Notocarcinus Schweitzer & Feldmann, 2000
- †Santeecarcinus Blow & Manning, 1996
- †Sarahcarcinus Blow & Manning, 1996

†Lobocarcininae Beurlen, 1930
- †Lobocarcinus Reuss, 1857
- †Miocyclus Müller, 1978
- †Nicoliscarcinus Beschin, Busulini, Tessier & Zorzin, 2016
- †Ramacarcinus De Angeli & Ceccon, 2017
- †Tasadia Müller in Janssen & Müller, 1984

حتى عام 2000، صُنفت الأنواع الموجودة (الحية) جميعها ضمن جنس السرطان. وبعد تحليل المواد الأحفورية الجديدة، رُفعت الجُنيسات إلى مرتبة جنس، وأُنشأت ثلاثة أجناس جديدة. عُثر على معظم التنوع الحالي للفصيلة في المياه المعتدلة في نصف الكرة الشمالي.

## روابط خارجية
- Peter Davie؛ Michael Türkay (2011). "Cancridae". السجل الدولي للأنواع البحرية.